# Mistrovství světa v rychlobruslení juniorů 2008
Mistrovství světa v rychlobruslení juniorů 2008 se konalo od 22. do 24. února 2008 v rychlobruslařské hale Jilin Provinciale v čínském Čchang-čchunu. Celkově se jednalo o 37. světový šampionát pro chlapce a 36. pro dívky. Českou výpravu tvořili Zdeněk Haselberger, Pavel Kulma, Milan Sáblík a Andrea Jirků.
| Program                                                 | Program                                                     | Program                           |
| ------------------------------------------------------- | ----------------------------------------------------------- | --------------------------------- |
| 22. února                                               | 23. února                                                   | 24. února                         |
| 500 m dívky 500 m chlapci 1 500 m dívky 3 000 m chlapci | 1 000 m dívky 1 500 m chlapci 3 000 m dívky 5 000 m chlapci | družstva dívky1 družstva chlapci1 |

1 závody, které se nezapočítávaly do víceboje

## Chlapci
| Pořadí | Jméno              | Země       | Celkový čas |
| ------ | ------------------ | ---------- | ----------- |
| 1.     | Philippe Riopel    | Kanada     | 36,79       |
| 2.     | Roman Kreč         | Kazachstán | 37,07       |
| 3.     | Trevor Marsicano   | USA        | 37,17       |
| 4.     | Jan Blokhuijsen    | Nizozemsko | 37,24       |
| 5.     | Brian Hansen       | USA        | 37,34       |
| 6.     | Koen Verweij       | Nizozemsko | 37,35       |
| 7.     | Berden de Vries    | Nizozemsko | 37,42       |
| 8.     | Sun Lung-ťiang     | Čína       | 37,43       |
| 9.     | Masaki Nitta       | Japonsko   | 37,48       |
| 10.    | Jonathan Kuck      | USA        | 37,50       |
|        |                    |            |             |
| 23.    | Milan Sáblík       | Česko      | 38,23       |
| 39.    | Zdeněk Haselberger | Česko      | 40,10       |
| 42.    | Pavel Kulma        | Česko      | 40,95       |

| Pořadí | Jméno              | Země       | Celkový čas |
| ------ | ------------------ | ---------- | ----------- |
| 1.     | Jan Blokhuijsen    | Nizozemsko | 3:50,37     |
| 2.     | Koen Verweij       | Nizozemsko | 3:51,19     |
| 3.     | Berden de Vries    | Nizozemsko | 3:51,87     |
| 4.     | Jordan Belchos     | Kanada     | 3:54,55     |
| 5.     | Trevor Marsicano   | USA        | 3:54,71     |
| 6.     | Sung Sing-jü       | Čína       | 3:56,04     |
| 7.     | Marco Cignini      | Itálie     | 3:57,14     |
| 8.     | Philippe Riopel    | Kanada     | 3:57,37     |
| 9.     | Norimasa Zaike     | Japonsko   | 3:57,38     |
| 10.    | Brian Hansen       | USA        | 3:57,63     |
|        |                    |            |             |
| 19.    | Zdeněk Haselberger | Česko      | 4:03,56     |
| 21.    | Milan Sáblík       | Česko      | 4:04,69     |
| 35.    | Pavel Kulma        | Česko      | 4:11,62     |

| Pořadí | Jméno              | Země       | Celkový čas |
| ------ | ------------------ | ---------- | ----------- |
| 1.     | Berden de Vries    | Nizozemsko | 1:50,98     |
| 1.     | Jan Blokhuijsen    | Nizozemsko | 1:50,98     |
| 3.     | Koen Verweij       | Nizozemsko | 1:51,24     |
| 4.     | Trevor Marsicano   | USA        | 1:51,35     |
| 5.     | Brian Hansen       | USA        | 1:52,34     |
| 6.     | Sung Sing-jü       | Čína       | 1:52,56     |
| 7.     | Jonathan Kuck      | USA        | 1:52,83     |
| 8.     | Marco Cignini      | Itálie     | 1:52,96     |
| 9.     | Christian Pichler  | Rakousko   | 1:53,29     |
| 10.    | Roman Kreč         | Kazachstán | 1:54,09     |
|        |                    |            |             |
| 21.    | Milan Sáblík       | Česko      | 1:57,41     |
| 31.    | Pavel Kulma        | Česko      | 1:59,37     |
| 39.    | Zdeněk Haselberger | Česko      | 2:01,62     |

| Pořadí | Jméno              | Země        | Celkový čas |
| ------ | ------------------ | ----------- | ----------- |
| 1.     | Koen Verweij       | Nizozemsko  | 6:38,90     |
| 2.     | Jan Blokhuijsen    | Nizozemsko  | 6:40,18     |
| 3.     | Berden de Vries    | Nizozemsko  | 6:43,70     |
| 4.     | Jordan Belchos     | Kanada      | 6:44,64     |
| 5.     | Norimasa Zaike     | Japonsko    | 6:45,93     |
| 6.     | Sung Sing-jü       | Čína        | 6:46,77     |
| 7.     | Hong Son-kon       | Jižní Korea | 6:48,54     |
| 8.     | Trevor Marsicano   | USA         | 6:49,52     |
| 9.     | Brian Hansen       | USA         | 6:49,93     |
| 10.    | Daniele Berlanda   | Itálie      | 6:54,99     |
|        |                    |             |             |
| 17.    | Zdeněk Haselberger | Česko       | 7:06,12     |
| 18.    | Milan Sáblík       | Česko       | 7:06,18     |

### Celkové výsledky víceboje
- Závodu se zúčastnilo 44 závodníků.

| Pořadí           | Jméno              | Země       | 500 m       | 3 000 m       | 1 500 m       | 5 000 m       | Počet bodů |
| Zlatá medaile    | Jan Blokhuijsen    | Nizozemsko | 37,24 (4.)  | 3:50,37 (1.)  | 1:50,98 (1.)  | 6:40,18 (2.)  | 152,646    |
| Stříbrná medaile | Koen Verweij       | Nizozemsko | 37,35 (6.)  | 3:51,19 (2.)  | 1:51,24 (3.)  | 6:38,90 (1.)  | 152,851    |
| Bronzová medaile | Berden de Vries    | Nizozemsko | 37,42 (7.)  | 3:51,87 (3.)  | 1:50,98 (1.)  | 6:43,70 (3.)  | 153,428    |
| 4.               | Trevor Marsicano   | USA        | 37,17 (3.)  | 3:54,71 (5.)  | 1:51,35 (4.)  | 6:49,52 (8.)  | 154,356    |
| 5.               | Sung Sing-jü       | Čína       | 37,75 (13.) | 3:56,04 (6.)  | 1:52,56 (6.)  | 6:46,77 (6.)  | 155,287    |
| 6.               | Brian Hansen       | USA        | 37,34 (5.)  | 3:57,63 (10.) | 1:52,34 (5.)  | 6:49,93 (9.)  | 155,384    |
| 7.               | Philippe Riopel    | Kanada     | 36,79 (1.)  | 3:57,37 (8.)  | 1:54,34 (11.) | 7:01,30 (15.) | 156,594    |
| 8.               | Jordan Belchos     | Kanada     | 38,90 (34.) | 3:54,55 (4.)  | 1:54,55 (13.) | 6:44,64 (4.)  | 156,638    |
| 9.               | Marco Cignini      | Itálie     | 37,81 (14.) | 3:57,14 (7.)  | 1:52,96 (8.)  | 6:58,16 (12.) | 156,802    |
| 10.              | Jonathan Kuck      | USA        | 37,50 (10.) | 3:58,68 (12.) | 1:52,83 (7.)  | 7:01,11 (14.) | 157,001    |
|                  |                    |            |             |               |               |               |            |
| 22.              | Milan Sáblík       | Česko      | 38,23 (23.) | 4:04,69 (21.) | 1:57,41 (23.) | 7:06,18 (18.) | 160,765    |
| 24.              | Zdeněk Haselberger | Česko      | 40,10 (39.) | 4:03,56 (19.) | 2:01,62 (39.) | 7:06,12 (17.) | 163,845    |
| 39.              | Pavel Kulma        | Česko      | 40,95 (42.) | 4:11,62 (35.) | 1:59,37 (31.) | —             | 122,676    |

### Stíhací závod družstev
- Závodu se zúčastnilo 12 týmů.

| Pořadí           | Jméno                                                                 | Čas ve finále | Čas v rozjížďce |
| ---------------- | --------------------------------------------------------------------- | ------------- | --------------- |
| Zlatá medaile    | Nizozemsko Jan Blokhuijsen, Tom Schuit, Koen Verweij, Berden de Vries | 3:54,65       | 3:57,29         |
| Stříbrná medaile | Itálie Daniele Berlanda, Marco Cignini, Jan Daldossi                  | 4:05,64       | 3:59,53         |
| Bronzová medaile | USA Laurence Ducker, Brian Hansen, Jonathan Kuck, Trevor Marsicano    | 3:58,91       | 3:59,98         |
| 4.               | Japonsko Norimasa Zaike, Masaki Nitta, Kazuho Morinaga                | 4:03,36       | 4:02,94         |
| 5.               | Kanada Jordan Belchos, Philippe Riopel, Spencer Zettler               | —             | 4:03,22         |
| 6.               | Německo Alexej Baumgärtner, Patrick Beckert, Florian Storch           | —             | 4:03,49         |
| 7.               | Česko Zdeněk Haselberger, Milan Sáblík, Pavel Kulma                   | —             | 4:03,88         |
| 8.               | Čína Žen Čen-chua, Sung Sing-jü, Sun Lung-ťiang                       | —             | 4:03,98         |
| 9.               | Jižní Korea Hong Song-kon, Ko Pjong-uk, Ha Hong-son                   | —             | 4:06,65         |
| 10.              | Rusko Alexandr Kazelin, Michail Kočněv, Timofej Skopin                | —             | 4:07,32         |

## Dívky
| Pořadí | Jméno                    | Země        | Celkový čas |
| ------ | ------------------------ | ----------- | ----------- |
| 1.     | Čang Lu                  | Čína        | 39,05       |
| 3.     | Marrit Leenstraová       | Nizozemsko  | 40,33       |
| 3.     | Pak Sung-ču              | Jižní Korea | 40,44       |
| 4.     | Li Chaj-jang             | Čína        | 40,73       |
| 5.     | Mio Kuriowaová           | Japonsko    | 40,88       |
| 6.     | Olga Fatkulinová         | Rusko       | 40,92       |
| 7.     | Heather Richardsonová    | USA         | 41,02       |
| 8.     | Justine l'Heureuxová     | Kanada      | 41,03       |
| 9.     | Katarzyna Woźniaková     | Polsko      | 41,23       |
| 10.    | Jorieke van der Geestová | Nizozemsko  | 41,27       |
|        |                          |             |             |
| 33.    | Andrea Jirků             | Česko       | 43,52       |

| Pořadí | Jméno                    | Země        | Celkový čas |
| ------ | ------------------------ | ----------- | ----------- |
| 1.     | Marrit Leenstraová       | Nizozemsko  | 2:02,24     |
| 2.     | Justine l'Heureuxová     | Kanada      | 2:04,92     |
| 3.     | Roxanne van Hemertová    | Nizozemsko  | 2:05,90     |
| 4.     | Jorieke van der Geestová | Nizozemsko  | 2:05,91     |
| 5.     | Nicole Garridová         | Kanada      | 2:06,23     |
| 6.     | Pak To-jong              | Jižní Korea | 2:06,76     |
| 6.     | Katarzyna Woźniaková     | Polsko      | 2:06,76     |
| 8.     | Mia Manganellová         | USA         | 2:06,77     |
| 9.     | Pak Sung-ču              | Jižní Korea | 2:06,83     |
| 10.    | Natalia Czerwonková      | Polsko      | 2:07,38     |
|        |                          |             |             |
| 11.    | Andrea Jirků             | Česko       | 2:07,44     |

| Pořadí | Jméno                    | Země        | Celkový čas |
| ------ | ------------------------ | ----------- | ----------- |
| 1.     | Marrit Leenstraová       | Nizozemsko  | 1:18,97     |
| 2.     | Čang Lu                  | Čína        | 1:21,12     |
| 3.     | Olga Fatkulinová         | Rusko       | 1:21,35     |
| 4.     | Roxanne van Hemertová    | Nizozemsko  | 1:21,39     |
| 5.     | Justine l'Heureuxová     | Kanada      | 1:21,40     |
| 6.     | Heather Richardsonová    | USA         | 1:21,51     |
| 7.     | Pak Sung-ču              | Jižní Korea | 1:21,53     |
| 8.     | Jorieke van der Geestová | Nizozemsko  | 1:21,87     |
| 9.     | Mia Manganellová         | USA         | 1:21,98     |
| 10.    | Fu Čchun-jen             | Čína        | 1:22,10     |
|        |                          |             |             |
| 28.    | Andrea Jirků             | Česko       | 1:24,33     |

| Pořadí | Jméno                    | Země        | Celkový čas |
| ------ | ------------------------ | ----------- | ----------- |
| 1.     | Marrit Leenstraová       | Nizozemsko  | 4:21,15     |
| 2.     | Pak To-jong              | Jižní Korea | 4:21,70     |
| 3.     | Nicole Garridová         | Kanada      | 4:22,50     |
| 4.     | Andrea Jirků             | Česko       | 4:22,98     |
| 5.     | Fu Čchun-jen             | Čína        | 4:25,47     |
| 6.     | Jorieke van der Geestová | Nizozemsko  | 4:26,25     |
| 7.     | Mia Manganellová         | USA         | 4:26,56     |
| 8.     | Justine l'Heureuxová     | Kanada      | 4:26,87     |
| 9.     | Katarzyna Woźniaková     | Polsko      | 4:28,10     |
| 10.    | Roxanne van Hemertová    | Nizozemsko  | 4:28,43     |

### Celkové výsledky víceboje
- Závodu se zúčastnilo 34 závodnic.

| Pořadí           | Jméno                    | Země        | 500 m       | 1 500 m       | 1 000 m       | 3 000 m       | Počet bodů |
| Zlatá medaile    | Marrit Leenstraová       | Nizozemsko  | 40,33 (2.)  | 2:02,24 (1.)  | 1:18,97 (1.)  | 4:21,15 (1.)  | 164,086    |
| Stříbrná medaile | Justine l'Heureuxová     | Kanada      | 41,03 (8.)  | 2:04,92 (2.)  | 1:21,40 (5.)  | 4:26,87 (8.)  | 167,848    |
| Bronzová medaile | Jorieke van der Geestová | Nizozemsko  | 41,27 (10.) | 2:05,91 (4.)  | 1:21,87 (8.)  | 4:26,25 (6.)  | 168,550    |
| 4.               | Roxanne van Hemertová    | Nizozemsko  | 41,54 (16.) | 2:05,90 (3.)  | 1:21,39 (4.)  | 4:28,43 (10.) | 168,939    |
| 5.               | Nicole Garridová         | Kanada      | 42,26 (27.) | 2:06,23 (5.)  | 1:22,32 (13.) | 4:22,50 (3.)  | 169,246    |
| 6.               | Pak To-jong              | Jižní Korea | 42,03 (22.) | 2:06,76 (6.)  | 1:22,80 (16.) | 4:21,70 (2.)  | 169,299    |
| 7.               | Katarzyna Woźniaková     | Polsko      | 41,23 (9.)  | 2:06,76 (6.)  | 1:22,40 (14.) | 4:28,10 (9.)  | 169,366    |
| 8.               | Fu Čchun-jen             | Čína        | 41,35 (11.) | 2:08,21 (13.) | 1:22,10 (10.) | 4:25,47 (5.)  | 169,381    |
| 9.               | Mia Manganellová         | USA         | 41,96 (21.) | 2:06,77 (8.)  | 1:21,98 (9.)  | 4:26,56 (7.)  | 169,632    |
| 10.              | Pak Sung-ču              | Jižní Korea | 40,44 (3.)  | 2:06,83 (9.)  | 1:21,53 (7.)  | 4:40,39 (22.) | 170,212    |
|                  |                          |             |             |               |               |               |            |
| 17.              | Andrea Jirků             | Česko       | 43,52 (33.) | 2:07,44 (11.) | 1:24,33 (28.) | 4:22,98 (4.)  | 171,995    |

### Stíhací závod družstev
- Závodu se zúčastnilo 10 týmů.

| Pořadí           | Jméno                                                                            | Čas ve finále | Čas v rozjížďce |
| ---------------- | -------------------------------------------------------------------------------- | ------------- | --------------- |
| Zlatá medaile    | Nizozemsko Jorieke van der Geestová, Roxanne van Hemertová, Marrit Leenstraová   | 3:16,62       | 3:13,99         |
| Stříbrná medaile | Německo Bente Krausová, Denise Rothová, Dominique Thomasová                      | 3:20,87       | 3:15,75         |
| Bronzová medaile | Čína Fu Čchun-jen, Li Chaj-jang, Chuang Paj-jing                                 | 3:15,55       | 3:17,34         |
| 4.               | Kanada Nicole Garridová, Sarah Greggová, Justine l'Heureuxová, Véronique Huotová | 3:17,84       | 3:17,66         |
| 5.               | Polsko Katarzyna Woźniaková, Natalia Czerwonková, Aleksandra Gossová             | —             | 3:17,89         |
| 6.               | Japonsko Ajumi Fudžimuraová, Risa Arakiová, Mio Kuroiwaová                       | —             | 3:18,79         |
| 7.               | USA Ericka Hawkeová, Mia Manganellová, Heather Richardsonová                     | —             | 3:19,30         |
| 8.               | Jižní Korea Pak To-jong, Pak Sung-ču, Pa Čin-a                                   | —             | 3:19,44         |
| 9.               | Rusko Olga Fatkulinová, Angelina Golikovová, Kristina Cybinová                   | —             | 3:19,47         |
| 10.              | Kazachstán Viktorija Lugová, Jelena Obaturovová, Olga Žiginová                   | —             | 3:31,91         |